# Schwarzbruch von Seligenstadt
Das Naturschutzgebiet Schwarzbruch von Seligenstadt (NSG-Kennung 1438018) liegt im hessischen Landkreis Offenbach. Es umfasst einen rund 34 Hektar großen Waldbestand im Stadtgebiet von Seligenstadt.
Mit identischem Flächenzuschnitt ist das Naturschutzgebiet auch als FFH-Gebiet DE-5919-303 NSG Schwarzbruch von Seligenstadt und NSG Pechgraben bei Seligenstadt ausgewiesen. Dadurch gehört es zum europäischen Schutzgebietsnetz Natura 2000.

## Gebietsbeschreibung
Das Naturschutzgebiet liegt im Westen von Seligenstadt zwischen der Landesstraße L2310 und dem Harressee in Froschhausen. Der Schwarzbruch ist Teil der holozänen Mainaue mit großflächigem Feuchtgrünland, Laubwaldbeständen und mehreren Teichen. Er ist aus einem verlandeten, nacheiszeitlichen Altarm des Mains entstanden. Durch den Abbau der dortigen, bis zu zwei Meter starken Torfschicht bildeten sich Tümpel und Teiche – ein idealer Lebensraum für Amphibien. Früher waren dort Grasfrosch und Erdkröte sehr zahlreich; nach dem Bau eines Golfplatzes gingen ihre Bestände deutlich zurück.

## Schutzzweck
Zweck der Unterschutzstellung ist es, einen besonders arten- und strukturreichen Teil der holozänen Mainaue mit naturnahen Laubwäldern, wertvollem Feuchtgrünland, Röhrichten und Großseggenriedern als Lebensraum zahlreicher gefährdeter Tier- und Pflanzenarten zu erhalten und zu entwickeln. Die Landschaft entstand aus einem nacheiszeitlichen Mainarm, verlandet zu einer Torfschicht. Durch dessen Abbau entstanden Tümpel und Teiche. Diese Laichgewässer für Amphibien sind jedoch durch Gebüsch-Sukzession und Beschattung gefährdet.